# دفنباخية أنيقة
دفنباخية أنيقة[بحاجة لمصدر] (الاسم العلمي:Dieffenbachia elegans) هي نوع من النباتات يتبع جنس الدفنباخية من الفصيلة اللوفية.